# تورتونا
تورتونا (به ایتالیایی: Tortona) یک کومونه در ایتالیا است که در استان آلساندریا واقع شده‌است.

## خصوصیات
تورتونا ۹۹٫۲۹ کیلومترمربع مساحت و ۲۷٬۸۶۴ نفر جمعیت دارد و ۱۲۲ متر بالاتر از سطح دریا واقع شده‌است.

## خواهرخوانده
شهرهای پریوا، وایلبورگ، زیفنار، ژیانگیاین و سانرمو خواهرخوانده‌های تورتونا هستند.